# Love Incredible (canção)
"Love Incredible" é uma canção do DJ norueguês e produtor de discos Cashmere Cat com os vocais da cantora cubana-mexicana Camila Cabello. Foi lançado em 17 de fevereiro de 2017 pela Interscope e Mad Love como o terceiro single do seu álbum de estreia, 9.

## Composição
Musicalmente, "Love Incredible" é uma música de electropop e R&B.  A música começa suave, com Cabello usando um registro vocal alto, acompanhado por sintetizadores que tocam com uma batida forte. A música é construída em torno de um refrão EDM, onde Cabello canta sobre teclados vítreos e uma linha de baixo abafada:  "Esse amor é incrível, credível / Tem um pouco de compaixão de mim, baby / Você me quer mais, querendo mais / Dê seu amor."

## Recepção crítica
Kat Bein, da Billboard, comparou a música aos lançamentos anteriores de Cashmere, descrevendo-a como uma "música que parece se encaixar perfeitamente com o resto do trabalho de seu próximo álbum de estreia, o LP 9". Christina Lee, de Idolator, elogiou a produção e os vocais de Cabello sobre a canção, chamando-o de "dramática, embora o sonhador electro-pop ainda tenha que cantar junto momentos para playlists de festival de verão suficientes para vir, com vocais processados em destaque ao lado do próprio falsetede Camila.  Danny Schwartz, do site HotNewHipHop, também elogiou a produção da música e escreveu que é "uma soma precisa da estética da Cashmere Cat: uma Starbust de morango de uma canção pop com um inesperado e extasiante gás de vocoder acrescentado ao fim".  Sasha Geffen, da MTV, deu uma opinião diferente sobre a voz de Cabello na música, escrevendo: "Cashmere Cat chicoteia a voz de Camila através de um bando de efeitos, fazendo-a soar mais como um androide vertiginoso do que um grupo de garotas expatriadas".

## Créditos e equipe
Créditos adaptados das notas principais de 9.
Equipe
- Cashmere Cat –  DJ, composição, produção
- Camila Cabello – vocais, composição
- Benny Blanco – composição, produção
- Sophie – composição, produção
- R. City – composição

## Desempenho nas tabelas musicais
| Tabela musical (2017)                 | Melhor posição |
| ------------------------------------- | -------------- |
| Escócia (The Official Charts Company) | 59             |
| Espanha (PROMUSICAE)                  | 45             |
| Nova Zelândia (Recorded Music NZ)     | 5              |